# Pfaff (band)
Pfaff is een indierockband uit Amsterdam. Enig vast lid van de band is popdichter Bas Jacobs.

## Geschiedenis
Neerlandicus Bas Jacobs speelt bas in de Amsterdamse band Seedling en programmeert bandjes in de Winston. In zijn thuisstudio werkt hij onder de naam Pfaff eigen nummers uit. De democassette If Life Were A Dog I'd Be Its Doodle (1999) bevat merendeels fluisterend gezongen, sombere liedjes vol zwarte humor, begeleid door akoestische gitaar en elektronische instrumenten. Geholpen door Marg van Eenbergen uit Seedling en zangeres Inez van Asselt neemt hij thuis op zijn meersporenrecorder een album op. God Gifted Flexible Capo (2000) komt uit op vinyl bij Drowning Man, het label van de band Zoppo. De muziek varieert van lo-fi jaren tachtig pop, noise en experimentele liedjes tot hitgevoelige songs zoals Truckerswifelife (met het refrein 'Would you be my dart board'). Hierna maakt Jacobs nog 5 platen.

## Discografie
- God Gifted Flexible Capo, lp, 2000, The Drowning Man, tdm007
- Bello ma folle questo e il mio segreto, 10, 2003, That Dam! Records
- Berliner Blick, cd, 2004
- Che Fa Da Se, Fa Per Tre, cd, 2004
- How to explain DE FLIPSTAND to a friend, cd, 2006 That Dam! Records
- How to explain DE FLIPSTAND to a friend, MP3 release, Narrominded NM020
- If This is The Last I'll Do, Album op USB-stick

## Dichtbundels
- Bleek, 2004
- Als Dit Het Laatste is Dat ik Doe (op de USB-stick van If This is The Last I'll Do)